# Gilbert Henry
Pour les articles homonymes, voir Henry.
Gilbert Henry, né le 21 septembre 1920 à Maxey-sur-Meuse et mort à La Baule-Escoublac le 1er février 2013, est un général de l'armée française, grand officier de la Légion d'honneur, qui participa à la Seconde Guerre mondiale et à plusieurs autres conflits internationaux.

## Seconde Guerre mondiale
À la sortie de Saint-Cyr (promotion maréchal Pétain 1940-1942), il choisit la Légion étrangère et rejoint le 1er régiment étranger d'infanterie de marche avec lequel il participe à la campagne de Tunisie en 1943 face à l'Afrikakorps, puis au débarquement de Provence à Fréjus, aux campagnes de la Libération, d'Allemagne et d'Autriche jusqu'au Vorarlberg avec le régiment de marche de la Légion étrangère au sein de la 5e division blindée, de 1944 à 1945, sous le commandement du charismatique général Jean Olié.

## Guerre d'Indochine
La Seconde Guerre mondiale terminée, il embarque à Marseille, en mars 1946, pour Saïgon sur le Johan de Witt, toujours pour le RMLE, rebaptisé 3e régiment étranger d'infanterie, le régiment le plus décoré de la Légion étrangère et le second le plus décoré de France (le premier étant le régiment d'infanterie chars de marine). Un bon tiers de la troupe était composé d’Allemands, moins de 10 % de Français. Une troupe bigarrée allant des vétérans de l’Afrikakorps aux jeunes recrues formées en quelques semaines à Sidi Bel Abbès. Quelques désertions ponctuent la traversée au passage de Suez. Un mois plus tard, le Johan de Witt arrive à Saïgon où le lieutenant Henry est instructeur des élèves gradés du 1er Bataillon du 3e REI et conduit des missions de maintien de l’ordre.
Il part, en août 1946, avec son peloton d'élèves gradés, accompagné de deux autres sections et d'un peloton de chars, avec pour mission de reprendre le contrôle de la zone de Siem Reap et des temples d'Angkor alors occupée par un groupe de 300 Khmers Issarak. Les opérations sont bouclées avec succès. Elles allaient être entérinées, quelques mois plus tard, par un accord avec la Thaïlande qui restitua ces territoires à la France, le 17 novembre 1946.
Cette période marque aussi la reprise de la guérilla dans le sud, des accrochages et des actions terroristes au Nord. Le bombardement du port de Haïphong par la France est suivi, le 19 décembre, par le soulèvement général Viêt Minh au Tonkin. La première guerre d'Indochine a démarré. Celle-ci aura beaucoup moins de retentissement en France que celle d’Algérie. Le fait qu’aucun appelé du contingent n’y ait participé en est une explication.
Il réembarque immédiatement sur le Jules Verne en direction d'Haïphong, port du Tonkin, avec comme premier objectif de rendre les voies de communication dans le delta libres et de contrôler la route coloniale no 5 jusqu'à Hanoï.
Début 1947, le commandement supérieur français décide de soutenir Nam Dinh et délivrer une section de coloniaux qui s'y trouvait. Il participe et mène une série d’opérations dans cette région.
C'est près de Hai Duong, que le lieutenant-colonel Jean Simon, fraîchement arrivé à la tête du 3e REI, vient épauler cet officier, seul officier rescapé de sa compagnie en partie décimée, résistant avec celle-ci aux embuscades du Viêt Minh.
Ces différentes opérations (« Opérations Djebel » et autres) ont permis le contrôle de la région autour de Nam Dinh et apportent au drapeau du bataillon la croix de guerre des Théâtres d'opérations extérieurs avec palme.

## Affaires indigènes -protectorat au Maroc
Suit un intermède de deux ans en Allemagne, au 20e bataillon de chasseurs portés (BCP) aujourd'hui renommé 20e bataillon de chasseurs alpins, avant le départ en 1949 pour servir au Maroc.
Gilbert Henry est alors, pendant sept ans, jusqu'en 1956, aux A.I. (affaires indigènes), d'abord dans le Rif (Ouezzane, Arbaoua, Teroual (en)) puis à Rabat où il est promu chef de l'état-major des goumiers marocains. À ce titre, il est décoré officier de l'ordre du Ouissam alaouite par le roi du Maroc Mohammed V.
Le 9 mai 1956, à N'Kheila, près de Rabat, dans le quartier du 1er tabor marocain, en présence des quarante et un goumiers, il rend les derniers adieux au drapeau unique des goumiers marocains, ce même drapeau que le général de Gaulle leur avait remis à Paris, le 14 juillet 1945. En exécution des accords de Paris, ils étaient dissous et transférés à l'Armée royale marocaine.
À 36 ans, il retourne en métropole, à Coëtquidan, commander le 1er bataillon de l'École spéciale militaire de Saint-Cyr (ESM) de 1957 à 1959.

## Guerre d'Algérie
Les « évènements d'Algérie » (selon l'appellation de l'époque) le font rappeler d'urgence vers une partie du monde qu'il connaît bien et dont il a appris la langue. Dans le cadre du plan Challe, il s'envole vers l'Algérie pour prendre le commandement du 1er bataillon du 7e régiment de tirailleurs algériens. Il participe en 1960-1961 au succès de l'opération Trident dans les Aurès-Nementcha (Wilaya 1), zone de cache et de passage clandestin des armes, point névralgique du conflit qui, bien que militairement quasi-remporté en 1961, se jouait désormais au niveau politique.
La tentation du putsch fut écartée.

## Retour à l'École
Il devient directeur de la « Pompe », autrement dit responsable de l'enseignement général des Écoles militaires de Saint-Cyr-Coëtquidan de 1962 à 1967, alors placées sous le général Jean Simon, son « bon Samaritain » de Hai Duong, puis le général Alain de Boissieu, gendre de De Gaulle. Il est promu commandeur de la Légion d'honneur en 1966.
Il devient chef de corps du 41e régiment d'infanterie à la Lande d'Ouée en 1967-1970, puis, nommé général de brigade, adjoint au commandant de la 33e Division à Nantes, il décide de mettre un terme à sa carrière militaire en octobre 1973.
« Il est préférable de laisser à d'autres le soin de raconter ses campagnes » confiait-il lors de la parution, en 1992, du Mémorial de la promotion maréchal Pétain (1940-1942).

## Décorations principales
|  |  |  |
|  |  |  |

- Grand Officier de la Légion d'honneur
- Croix de guerre 1939-1945
- Croix de guerre des Théâtres d'opérations extérieurs
- Croix de la Valeur militaire
- Officier de l'ordre du Ouissam alaouite
- Onze citations (dont trois à l'ordre de l'Armée)
- Médaille des blessés de guerre (blessé quatre fois)